# Hans Baumann
Hans Baumann (Amberg, 22 aprile 1914 – Murnau am Staffelsee, 7 novembre 1988) è stato uno scrittore e traduttore tedesco, autore di libri per bambini.

## Biografia
Nato in Amberg, Bavaria, nel 1914 in una famiglia militare, Bauman fu un nazionalista tedesco e un devoto cattolico, facente parte dell'organizzazione nazionalista Tedesca "Nuova Germania". Nel 1934 entra nella Gioventù hitleriana.
Dopo la guerra e un periodo speso in prigionia in un campo di guerra, si è distanziato dalle politiche dei Nazional Socialisti con un ritorno sulla scena memorabile come scrittore di fiabe popolari per bambini e adolescenti. I suoi libri affrontano temi storici e naturali (come I figli delle Steppe, Banabas l'Orso Danzante) e hanno vinto un numero di premi internazionali, incluso il New York Heral Tribune prize per il miglior libro per bimbi nel 1968.

## Opere
(in lingua tedesca)

### Liriche
- Macht keinen Lärm, 1933
- Der helle Ton, o.J.
- Unser Trommelbube, 1934
- Trommel der Rebellen, Liederbuch, 1935
- Horch auf Kamerad, 1936
- Wir zünden das Feuer, 1936
- Kampf um die Karawanken, 1938
- Der helle Tag, o.J. (um 1938)
- (editore) Morgen marschieren wir. Liederbuch der deutschen Soldaten, 1939
- Atem einer Flöte, 1940
- Briefgedichte, 1941
- Der Wandler Krieg. Briefgedichte, 1942
- Die helle Flöte, 1948
- 3 x 13 kleine Fische, 1964
- Reisepass, 1978/1985

### Drammi
- Rüdiger von Bechelaren
- Alexander
- Der Turm Nehaj, 1941
- Im Zeichen der Fische, 1960

### Libri per bambini e ragazzi
- Affengeplapper, 100 der schönsten Fabeln aus aller Welt
- Bombo zaubert anders
- Bergbauernweihnacht
- Brennende Quellen
- Buchstaben zu verkaufen
- Das Einhorn und der Löwe
- Das Everl und der Aff
- Das gekränkte Krokodil
- Das große Familienbuch für die Advents- und Weihnachtszeit
- Das heimliche Haus
- Das Karussell auf dem Dach
- Das Karussell zur weiten Welt
- Das Karussellgeheimnis
- Das Kind und die Tiere
- Das Liederboot
- Das Riesenrhinozeros (con Reiner Stolte)
- Das Schaukelschaf
- Das Schiffschaukelschiff
- Der Bär und seine Brüder
- Der bekränzte Spiegel
- Der Drache von nebenan
- Der große Alexanderzug
- Der große Elefant und der kleine
- Der grüne Esel. Sieben alte Fabeln neu erzählt
- Der Junge aus dem Vogelnest
- Der Kindermond
- Der Löwe und die Maus
- Der Mutter zulieb
- Der rote Pull
- Der Schatz auf der Dracheninsel. Mit Bildern von Manfred Schlüter.
- Der Schimmel aus dem Bild
- Der Sohn des Columbus
- Der Weg zum Kap. Aus der Zeit Heinrichs des Seefahrers
- Der wunderbare Ball Kadalupp
- Der Zirkus ist da
- Die Barke der Brüder
- Die drei im blauen Luftballon
- Die Feuerwehr hilft immer
- Die Höhlen der großen Jäger
- Die Kinder und der große Drache
- Die Stadt der Tiere
- Die Welt der Pharaonen
- Dimitri und die falschen Zaren
- Drei Bären im Bärenhaus
- Drei Esel und ein Elefant
- Ein Brief nach Buxtehude
- Ein Fuchs fährt nach Amerika
- Ein Kompaß für das Löwenkind
- Ein Stern für alle
- Fenny
- Flügel für Ikaros
- Gold und Götter von Peru
- Hänschen in der Grube
- Hasenwettlauf, aber ehrlich
- Ich bin dabei
- Ich zog mit Hannibal
- Igel haben Vorfahrt Und 2 andere Geschichten
- Im Lande Ur
- In meinem Haus
- Kasperle hat viele Freunde
- Katzimir der Größte
- Kleine Schwester Schwalbe
- Kopfkissenbuch für Kinder
- Krokodilvogel und Affenkind
- Löwentor und Labyrinth
- Mischa und seine Brüder
- Pony Purr macht große Sprünge. Mit Bildern von Manfred Schlüter. Arena Verlag, Würzburg 1985
- Penny
- Redleg. Der Piratenjunge im Schottenrock
- Schorschi der Drachentöter
- Steppensöhne
- Tina und Nina
- Und wer fährt vorn?
- Und wo wohnst Du?
- Vom goldnen Licht
- Vorstoß zum Pazifik
- Warum Fiffi Fiffi heißt
- Wer Flügel hat, kann fliegen
- Wer rettet Eirene?
- Wie kommt die Katze aufs Dach?
- Wie Tierkinder schlafen
- Wie Tierkinder spielen
- Wolkenreise für den König

### Traduzioni
- Das Regenbogentor (Poesie russe per bambini)
- Der Sonnenblumengarten (Poesie russe per bambini)
- Ein Reigen um die Welt – Storie in 75 lingue
- Gockelhahn und Hexenhaus (Versi popolari russi)
- Russische Gedichte
- Russische Lyrik
- Anna Achmatowa: Gedichte (Poesie)
- Fëdor Dostoevskij: Der Großinquisitor (Il grande inquisitore)
- Nikolai Dubow: Das Zelt am Meer
- Pawel W. Katajew: Der kleine Robinson
- Juri Korinetz:
  - Das ganze Leben und ein Tag
  - Der Mückensammler
  - Dort, weit hinter dem Fluß
  - In der Mitte der Welt
  - Wolodjas Brüder
- Juri Kowal:
  - Der Kartoffelhund
  - Polarfuchs Napoleon III
  - Wasja kauft den Hund im Sack
  - Fünf Tauben und sechs Gauner
- Iwan Krylow:
  - Das Kästchen
  - Das Quartett
  - Der Affenspiegel
  - Der Machthaber
  - Der Wißbegierige
  - Fischsuppe bei Demjan
  - Kleiner Weltspiegel
  - Wasserfall und Quell
- Sergei Michalkow: Ein Autogramm vom Elefanten
- Gennadi Snegirjow: Die Polarfuchs-Insel
- Leone Tolstoi:
  - Die Brüder des Zaren
  - Die Osterkerze
  - Drei Kranzkuchen und ein Kringel. Geschichten für Kinder
  - Gottes Erde
- Wadim Netschajew: Pat und Pilagan